# 1680 в Україні

## Події
- Після смерті Івана Сірка кошовим отаманом Запорозької Січі обрано Івана Стягайла.

## Особи

### Народились
- Гавриїл (Бужинський) (1680—1731) — релігійний діяч, письменник, філософ, богослов, освітний діяч, видавець. Перекладач творів Еразма Ротердамського, Самуеля Пуфендорфа, Вільгельма Стратемана.
- Варлаам (Ванатович) (1680—1751) — український та російський православний церковний діяч, архімандрит Тихвінський (1719—1722), архієпископ Київський і Галицький (1722—1730).
- Михайло Сервацій Вишневецький (1680—1744) — князь, державний і військовий діяч Великого Князівства Литовського Речі Посполитої.
- Йоан (Дубинський) (1680—1743) — релігійний діяч, ігумен Домницького монастиря Чернігівської єпархії на Гетьманщині. Також єпископ Російської православної церкви (безпатріаршої).
- Францішек Нітославський (1680—1755) — урядник та військовий діяч Речі Посполитої.

### Померли
- Іван Сірко (1610—1680) — подільський шляхтич, козацький ватажок, кальницький полковник, легендарний кошовий отаман Запорозької Січі й усього Війська Запорозького Низового. Здобув перемогу в 65 боях.
- Михайло Ханенко (1620—1680) — український військовий, політичний і державний діяч. Гетьман Війська Запорозького, голова козацької держави на Правобережній Україні (1669—1674 роки).

## Засновані, зведені
- Аксютівка
- Андріївка (Золочівський район)
- Артюхівка (Чугуївський район)
- Болибоки
- Бочечки
- Водяхівка
- Глибока Долина (Чугуївський район)
- Драбів
- Задонецьке
- Йосипівка (Хмільницький район)
- Колісники (Чугуївський район)
- Кононівка (село, Золотоніський район)
- Круглик (Гадяцький район)
- Малі Проходи
- Мар'янівка (Сарненський район)
- Мировичі (Золотоніський район)
- Пасіки (Чугуївський район)
- Семенівка
- Сошанське
- Сухарів
- Сягрів
- Тернівка (Хмільницький район)
- Тросне
- Харківці (Гадяцька міська громада)
- Шовкопляси (Харківський район)
- Храм Різдва Христового (с. Боромля)
- Церква святого Онуфрія (Буськ)